# Rocket to Russia
Rocket to Russia (с англ. — «Ракета на Россию») — третий студийный альбом американской панк-рок-группы Ramones, выпущенный 4 ноября 1977 года. В диск вошли некоторые из самых известных композиций группы, среди которых «Sheena Is a Punk Rocker» и «Teenage Lobotomy». Последний альбом группы с участием Томми Рамона в качестве ударника группы.
В 2003 году альбом занял 105-е место в рейтинге «500 величайших альбомов всех времён» журнала Rolling Stone, а в аналогичном списке 2012 года — 106-е место. В 2016 году читатели журнала Rolling Stone назвали Rocket to Russia одним из лучших альбомов в истории панк-рока, а в 2017 году альбом был включён в число величайших альбомов в жанре «поп-панк» по версии Rolling Stone, заняв третье место.

## Об альбоме
Rocket to Russia был записан в конце августа на студии Media Sound, расположенной на окраине Манхэттена. Первым синглом альбома была песня «Sheena Is a Punk Rocker», вышедшая в начале лета 1977 года, после выхода альбома Leave Home. В то же время владельцы музыкальных клубов Max’s Kansas City и CBGB, где выступали первые нью-йоркские панк-коллективы, включая Ramones, начали видеть в этих группах коммерческий потенциал. Ramones были одной из первых панк-групп, которая получила контракт на запись, и уже к 1977 году люди проявляли всё больший интерес к панк-року (отчасти и благодаря «прогремевшим» тогда Sex Pistols в Великобритании).
Записью альбома занимался лейбл Sire Records, выпустивший до этого первые два альбома группы. На запись альбома Sire выделил группе 30 000 долларов — такой бюджет был значительно выше по сравнению с записью предыдущих работ группы. В качестве продюсеров были указаны Томми Рамон и Тони Бонджиови, однако, участники группы утверждали, что всю работу сделал звукоинженер Эд Стасиум. Процессом руководил гитарист Джонни Рамон, который в первый день записи принёс группе сингл Sex Pistols «God Save the Queen» и, поставив его участникам группы, заявил, что группа «украла их музыкальную идею» и что «новая запись группы должна звучать лучше, чем этот сингл». Возможно, благодаря данному фактору альбом Rocket to Russia звучал несравненно «чище» и более слаженно, чем дебютный альбом коллектива. Впоследствии сам Джонни называл пластинку Rocket to Russia своей любимой.
Обложкой альбома занимался художник Джон Холмстром, рисовавший скетчи для журнала Punk: на задней обложке изображён карикатурный человечек, летящий на ракете в сторону СССР, а во вкладыше пластинки были нарисованы иллюстрации к текстам песен группы.

## Тексты и музыка
Уже на предыдущем альбоме Leave Home 1977 года группа экспериментировала с сёрф-роком. На Rocket to Russia тоже нашлось место «сёрф-роковым» вещам — песне «Sheena Is a Punk Rocker» («Шина — панк-рокерша») авторства Джоуи Рамона и «Rockaway Beach» авторства Ди Ди Рамона, который написал её под впечатлением от музыки любимой группы Beach Boys, а также в альбом вошла кавер-версия песни «Surfin’ Bird» группы The Trashmen. Остальные песни альбома преобладают типичным панк-рок-звучанием группы вкупе с мелодиями в стиле бабблгам-поп.
Тексты песен, написанные Ди Ди и Джоуи, затрагивали тему психиатрии («Teenage Lobotomy»), человеческих отношений, включая семейные («We’re a Happy Family»), при этом в текстах преобладает сатира и чёрный юмор, так присущий текстам Ди Ди. Так, например, в «We’re a Happy Family» поётся о семье, занимающейся торговлей марихуаной: отец семейства — лживый гомосексуалист, мать сидит на лекарствах, а сын-младенец страдает ознобом.
Песня «Teenage Lobotomy» повествует о лоботомии как хирургической операции и как социальном явлении — вероятно, одобренной обществом (согласно строчке «Gonna get my Ph.D, I’m a teenage lobotomy», что означает «Я получу докторскую степень, я — подростковая лоботомия»). Песня отличается более усложнённой мелодией и изменённым ритмическим рисунком, по сравнению с другими «простенькими» песнями группы. Звукорежиссёр Эд Стасиум назвал данную композицию «мини-симфонией от Рамонс».

## Выпуск альбома, критика и уход Томми Рамона
Альбом был положительно принят критиками и многими назывался одним из лучших альбомов года. Так Стивен Томас Эрлевайн на сайте AllMusic оценил альбом на пять звёзд из пяти, отметив, что «альбом не произвёл революционного фуррора, как их дебютник, но всё же это самый приятный альбом у группы». Многие критики, включая Роберта Кристгау, отмечали более насыщенное содержание песен альбома, а также отличную работу продюсеров и звукоинженеров.
Несмотря на благосклонную критику, продажи альбома были существенно меньше, чем планировали продюсеры и музыканты. Лучшим результатом альбома была 49-я строчка на американском Billboard Top LPs & Tape — наивысшая позиция в истории Ramones. Также альбом попадал в первую пятидесятку в чартах Канады и Швеции и в первую сотню — в чарте альбомов Великобритании.
Отсутствие хороших продаж альбома могло быть связано и с тем, что в то же время выходил скандально известный альбом Sex Pistols Never Mind the Bollocks, Here’s the Sex Pistols, и дурная слава британских панков стала «отторгать людей от панк-музыки в целом». Того же мнения придерживался и Джоуи Рамон, утверждавший, что «до показа Sex Pistols в шоу „60 минут“ у альбома Ramones были неплохие продажи, а после показа всё изменилось». Журналист Легс Макнил также утверждал, что сценический имидж и манера поведения Sex Pistols («булавки, рычание, рвота и всё прочее, что не связано с Ramones») помешали альбому Rocket to Russia получить какое-либо продвижение.
Томми Рамон, игравший на ударных и продюсировавший альбом, был обеспокоен плохими продажами и ставил под сомнение дальнейшее сотрудничество с группой. Он вспоминал, что гастроли с группой тогда «удручали»: куча незнакомых людей на концертах раздражали его своим поведением. Также у Томми обострились отношения с Джонни, взявшим лидерство в группе.

Я подумал: «Что лучше для Ramones?» Между мной и Джонни было такое напряжение. Я пытался разряжать обстановку, чтобы группа могла дальше работать. И я сказал Ди Ди и Джоуи первым, что ухожу из группы. Они говорили: «Нет, не уходи, бла-бла-бла», но я сказал им что нужно что-то делать, иначе я схожу с ума.
— Томми Рамон
В результате Томми покинул группу, а в марте 1978 году Джонни пригласил на место ударника Марка Бэлла, тогда ушедшего из The Voidoids. Сам Томми в дальнейшем спродюсировал несколько альбомов группы и выступал соавтором некоторых песен.

## Список композиций
| №  | Название                    | Автор(ы)                                            | Длительность |
| -- | --------------------------- | --------------------------------------------------- | ------------ |
| 1. | «Cretin Hop»                | Ди Ди Рамон, Джоуи Рамон, Джонни Рамон, Томми Рамон | 1:55         |
| 2. | «Rockaway Beach»            | Ди Ди Рамон                                         | 2:06         |
| 3. | «Here Today, Gone Tomorrow» | Джоуи Рамон                                         | 2:47         |
| 4. | «Locket Love»               | Ди Ди Рамон                                         | 2:09         |
| 5. | «I Don’t Care»              | Джоуи Рамон                                         | 1:38         |
| 6. | «Sheena Is a Punk Rocker»   | Джоуи Рамон                                         | 2:49         |
| 7. | «We’re a Happy Family»      | Ди Ди Рамон, Джоуи Рамон, Джонни Рамон, Томми Рамон | 2:47         |

| №   | Название                                                 | Автор(ы)                                               | Длительность |
| --- | -------------------------------------------------------- | ------------------------------------------------------ | ------------ |
| 8.  | «Teenage Lobotomy»                                       | Ди Ди Рамон, Джоуи Рамон, Джонни Рамон, Томми Рамон    | 2:00         |
| 9.  | «Do You Wanna Dance?» (кавер-версия песни Бобби Фримана) | Бобби Фриман                                           | 1:52         |
| 10. | «I Wanna Be Well»                                        | Джоуи Рамон                                            | 2:28         |
| 11. | «I Can’t Give You Anything»                              | Ди Ди Рамон                                            | 1:57         |
| 12. | «Ramona»                                                 | Ди Ди Рамон, Джоуи Рамон, Джонни Рамон, Томми Рамон    | 2:35         |
| 13. | «Surfin’ Bird» (кавер-версия The Trashmen)               | Карл Уайт, Альфред Фрейзер, Джон Харрис, Тёрнер Уилсон | 2:37         |
| 14. | «Why Is It Always This Way?»                             | Ди Ди Рамон, Джоуи Рамон, Джонни Рамон, Томми Рамон    | 2:32         |

## Участники записи
Список составлен по сведениям базы данных Discogs.

| Ramones: - Джоуи Рамон — ведущий вокал - Джонни Рамон — ведущая гитара - Ди Ди Рамон — бас-гитара, бэк-вокал - Томми Рамон — ударные, продюсер | Технический персонал: - Тони Бонджиови — продюсер - Тамаш Эрдейи — продюсер - Эд Стасиум — звукорёжиссер - Дон Берман — ассистент звукорёжиссера - Грег Калби — инженер сведе́ния, мастеринг-инженер - Дэнни Филдс — фотографии для лицевой стороны обложки альбома - Джон Гиллеспи — арт-директор - Джон Холмстром — иллюстрации для обложки - Артуро Вега — художественная координация |

## Позиции в хит-парадах
Еженедельные чарты:
| Год       | Хит-парад                           | Высшая позиция | Пребывание |
| --------- | ----------------------------------- | -------------- | ---------- |
| 1977—1978 | Австралия (Kent Music Report)       | 79             | нет данных |
| 1977—1978 | Великобритания (UK Albums Chart)    | 60             | 2 недели   |
| 1977—1978 | Канада (RPM Albums Chart)           | 36             | 12 недель  |
| 1977—1978 | США (Billboard Top LPs & Tape)      | 49             | 25 недель  |
| 1977—1978 | Финляндия (Suomen virallinen lista) | 11             | 14 недель  |
| 1977—1978 | Швеция (Sverigetopplistan)          | 31             | 4 недели   |